# Aethiocarenus
Aethiocarenus là một chi côn trùng đã tuyệt chủng chỉ có một loài duy nhất (Aethiocarenus burmanicus) được mô tả từ một hóa thạch 98,79 ±0.62 triệu năm được tìm thấy trong hổ phách từ thung lũng Hukawng của Myanmar. 
Loài côn trùng này không bình thường do đỉnh của hình tam giác đầu được gắn vào mảnh lưng trước trái ngược với cạnh huyền
Aethiocarenus là loài duy nhất trong họ Aethiocarenidae và bộ Aethiocarenodea. Tuy nhiên, Aethiocarenus có thể thực sự dựa trên nhộng của Alienopterus. Vršanský et al. (2018) xem Aethiocarenus là một con nhộng alienopterid, 
nhưng coi nó khác biệt với các thành viên khác trong nhóm này và xứng đáng được xếp hạng riêng.

## Mô tả
Aethiocarenus có lẽ là một ăn tạp và có thân hình dài, hẹp, phẳng và đôi chân thon dài. Đôi mắt ở hai bên đầu, cho phép côn trùng nhìn phía sau. Các tuyến trên cổ cho thấy sinh vật có thể đã phát ra hóa chất để đẩy lùi kẻ săn mồi.